# Стародумов, Пётр Георгиевич
Пётр Георгиевич Стародумов (08.06.1923, Пермский край — 13.12.1998) — командир отделения взвода пешей разведки 823-го стрелкового полка, сержант — на момент представления к награждению орденом Славы 1-й степени.

## Биография
Родился 8 июня 1923 года в городе Лысьва Пермского края. Окончил 6 классов. Работал слесарем на металлургическом заводе.
В декабре 1942 года был призван в Красную Армию. На фронте в Великую Отечественную войну с января 1943 года. Участвовал в сражении на Курской дуге, освобождении Украины, Польши. К началу 1945 года сержант Стародумов — командир отделения взвода пешей разведки 823-го стрелкового полка 302-й стрелковой дивизии.
14 января 1945 года в бою юго-восточнее села Соколино сержант Стародумов из автомата истребил свыше 10 противников.
Приказом от 22 января 1945 года сержант Стародумов Пётр Георгиевич награждён орденом Славы 3-й степени.
20 февраля 1945 года на подступах к городу Ратибор сержант Стародумов, участвуя в захвате контрольного пленного, первым ворвался в траншею противника, забросал её гранатами, захватил в плен гитлеровца. Будучи раненным, продолжал выполнять боевое задание.
Приказом от 21 марта 1945 года сержант Стародумов Пётр Георгиевич награждён орденом Славы 2-й степени.
8 мая 1945 года сержант Стародумов, находясь в разведке в районе населенного пункта Яблунов, в составе группы вступил в бой с превосходящими силами противника, дав возможность нашей пехоте занять выгодную позицию.
Указом Президиума Верховного Совета СССР от 15 мая 1946 года за исключительное мужество, отвагу и бесстрашие, проявленные в боях с вражескими захватчиками, сержант Стародумов Пётр Георгиевич награждён орденом Славы 1-й степени Стал полным кавалером ордена Славы.
В 1947 году был демобилизован. Вернулся в родной город. Работал отжигальщиком на металлургическом, затем на турбогенераторном заводах. Скончался 13 декабря 1998 года.
Награждён орденами Отечественной войны 1-й степени, Славы 3-х степеней, медалями.